# カスタードクリームたい焼き
『カスタードクリームたい焼き』とは、2010年4月30日にアクシスから発売されたアダルトゲームである。2022年3月18日にはFANZA GAMESのサブスクリプション「GAME遊び放題プラス」に追加された。
本作は他者の嘘を見抜く特性を持つ主人公の元に、疎遠だった幼馴染が結婚を申し込むために押し掛ける様子を描いた作品であり、ゲーム内では特性を反映し、過去の出来事からヒロインの嘘を見抜く「嘘★NAVI」が実装されている。
また、本編クリア後にはアフターシナリオが解放され、さらにそれをクリアするとおまけシナリオが解放される。
なお、「カスタードクリームたい焼き」という題名は、メインヒロインである乙部あいらの好物に由来する。

## あらすじ
ある日、主人公の牧園雷光は、幼少期にこの街を去った幼馴染の乙部あいらと再会する。なぜこの街に戻ってきたのか尋ねたところ、あいらは「政略結婚をさせられそうになり、お嫁さんになるという昔の約束を果たすためにこの街に戻ってきた」と返す。翌日、あいらが雷光の通う学校に転入して早々雷光の婚約者を自称したため、彼女が去った後に雷光が親しくなった者たちは驚きを見せる。しかも、あいらは同様の理由で牧園家に居候してくる。さらに、あいらを突け狙う人物を守るという建前で、雷光の別の幼馴染にして暴力団・霧島組の組長の娘である霧島かなえとその知り合いの財部綾華が牧園家に来る。加えて、あいらの専属メイドの栗野しずくや、霧島組の若頭・桜島久耀も牧園家に転がり込んでくる。

## 登場人物
牧園 雷光
本作の主人公。不愛想で恥ずかしがり屋。自分は嘘をつくことはできない一方、他者の嘘を見抜く力を持つ。
乙部 あいら
声：奥山歩
雷光の幼馴染。世界的に有名な一族・鷹栖家の分家筋の出身。茶道や演説などを得意とする一方、家事は不得意である。
霧島 かなえ
声：みる
雷光の幼馴染。地元では有名な暴力団・霧島組の組長の娘であり、七代目代理を務めている。
しとやかだが騒ぎに巻き込まれやすい傾向にある。
財部 綾華
声：Ageha
地元の名士の娘。雷光らより一つ上の先輩で、彼らが通う学園の生徒会長も務めている。
桜島 久耀
声：芹園みや
霧島組の若頭で、かなえの護衛も務める。
栗野 しずく
声：飯田空
あいらの専属メイド。耳年増な一面もある。
財部 東五 （たからべ とうご）
声：春山壱樹
綾華の兄で、雷光らのクラスの担任。
枕崎 秀水 （まくらざき しゅうすい）
声：らいあん
雷光の親友。

## 反響

### 批評
『BugBug』2010年6月号に本作のレビューが掲載された。本作は、ストーリー序盤のお約束的な展開が、ヒロインたちの家庭事情が表面化すると大きく動く。レビュアーの「ことろ」は、そのとき本作の違った一面があらわれはじめるといい、「嘘★Navi」システムがそれを支えていると分析している。主人公には他人の嘘に気付くという能力があり、「嘘★Navi」はそれらを随時記録していくシステムである。ことろは「嘘★Navi」システムに、次のような肯定的な評価を与えている。
ことろは、本編のエッチシーンは数が物足りないと指摘するが、エッチシーンの豊富なアフターシナリオがこれをカバーしていると述べている。アフターシナリオには選択肢があり、欲望に忠実に振る舞うと「お嬢様の嫁入り」エンド、草食系的に振る舞うと「主人公の婿入り」エンドを迎える。ことろは、「お嬢様との恋愛の決着」は他作品では省略されがちだが、本作では丁寧に描かれており、プレイヤーが消化不良に陥るのを回避していると賞している。